# Distretto di Barranquita
Il distretto di Barranquita è uno degli undici distretti  della provincia di Lamas, in Perù. Si trova nella regione di San Martín e si estende su una superficie di 1.022,86 chilometri quadrati.

Istituito il 9 febbraio 1962, ha per capitale la città di Barranquita; al censimento 2005 contava 6.181 abitanti.